# Scopula eleina
Scopula eleina là một loài bướm đêm trong họ Geometridae.